# Antonio Raimondo
Antonio Raimondo, né le 18 mars 2004 à Ravenne en Italie, est un footballeur italien, qui joue au poste d'avant-centre à l'US Salernitana 1919, en prêt de Bologne FC.

## Biographie

### En club
Né à Ravenne mais originaire de Campanie du côté de son père, en Italie, Antonio Raimondo est formé au AC Cesena, avant de rejoindre en 2018 le Bologne FC, où il poursuit sa formation. C'est avec ce club qu'il fait ses débuts en professionnel, jouant son premier match lors d'une rencontre de Serie A contre le Hellas Vérone le 17 mai 2021. Il entre en jeu à la place de Rodrigo Palacio et les deux équipes se neutralisent (2-2 score final). 
Raimondo poursuit sa progression avec Bologne en se montrant prolifique avec les équipes de jeunes du club, notamment les moins de 17 ans et les moins de 19 ans, ce qui lui vaut l'intérêt de plusieurs grands clubs italiens comme l'Inter Milan ou la Juventus. Le 10 mai 2022, il prolonge son contrat au Bologne FC jusqu'en juin 2027,.
Le 10 août 2023, Antonio Raimondo rejoint le Ternana Calcio sous la forme d'un prêt d'une saison.
Il fait sa première apparition sous les couleurs du Ternana Calcio le 19 août 2023, lors de la première journée de la saison 2023-2024 de Serie B contre la Sampdoria de Gênes. Il entre en jeu à la place d'Alexis Ferrante (en) et son équipe s'incline par deux buts à un.

### En sélection
Antonio Raimondo représente l'équipe d'Italie des moins de 18 ans. Avec cette sélection il joue un total de onze matchs entre 2021 et 2022, et marque sept buts.